# جيسون جراي ستانفورد
جيسون جراي ستانفورد هو ممثل كندي، ولد في 19 مايو 1970 بفانكوفر في كندا.

## أعمال

### أفلام
- (2001) عقل جميل[1]
- (2006) قلوب وحيدة[2]
- (2014) من الأرض إلى إيكو

### مسلسلات
- المسافرون
- إن سي آي إس
- شرلوك هولمز في القرن الثاني والعشرين
- مونك

## ترشيحات
- جائزة نقابة ممثلي الشاشة عن الأداء المتميز من قبل الممثلين في السينما [الإنجليزية]‏، عن عمل: عقل جميل (2002)

## وصلات خارجية
- جيسون جراي ستانفورد على موقع IMDb (الإنجليزية)
- جيسون جراي ستانفورد على موقع ألو سيني (الفرنسية)
- جيسون جراي ستانفورد على موقع أول موفي (الإنجليزية)
- جيسون جراي ستانفورد على موقع قاعدة بيانات الأفلام السويدية (السويدية)
- جيسون جراي ستانفورد على موقع إن إن دي بي (الإنجليزية)
- جيسون جراي ستانفورد على موقع قاعدة بيانات الفيلم (الإنجليزية)
- جيسون جراي ستانفورد على موقع كينوبويسك (الروسية)